# Carnivores
Carnivores é um jogo da Saga do Carnivores. É o primeiro jogo da série. Carnivores é um jogo baseado na caça aos dinossauros.

## Dinossauros para troféu
- Parassaurolophus
- Paquicefalossauro
- Estegossauro
- Alossauro
- Triceratops
- Velociraptor
- Tiranossauro Rex

## Dinossauros do ambiente
- Moschops
- Galimimus
- Pterodáctilos